# Gauville (Orne)
Gauville település Franciaországban, Orne megyében. Lakosainak száma 573 fő (2018. január 1.). Gauville Anceins, Beaufai, Couvains, La Ferté-en-Ouche, Glos-la-Ferrière, La Gonfrière, Saint-Evroult-Notre-Dame-du-Bois, Saint-Nicolas-de-Sommaire, Saint-Symphorien-des-Bruyères és La Ferté-Frênel községekkel határos.

## Népesség
A település népességének változása:
| Lakosok száma | 382  | 345  | 289  | 384  | 387  | 573  | 593  | 591  | 601  | 573  |
|               | 1962 | 1968 | 1975 | 1982 | 1990 | 2008 | 2013 | 2015 | 2017 | 2018 |